# Hiệp hội báo chí nước ngoài ở Hollywood
Hiệp hội báo chí nước ngoài ở Hollywood (tiếng Anh: Hollywood Foreign Press Association viết tắt là HFPA) là một tổ chức gồm các ký giả của các báo xuất bản ngoài Hoa Kỳ, chuyên theo dõi tin tức ngành kỹ nghệ điện ảnh ở Hollywood (Hoa Kỳ).
Hiệp hội này được thành lập năm 1943 bởi một thông tín viên của báo Daily Mail, một nhật báo của Vương quốc Anh. Mục đích chính của hiệp hội là loan tin nhanh về các hoạt động điện ảnh tại Hollywood của Hoa Kỳ tới các nước khác trên thế giới.
Hiệp hội này nổi tiếng vì đã sáng lập ra Giải Quả cầu vàng, một giải thưởng điện ảnh gồm nhiều thể loại, được trao hàng năm cho các phim xuất sắc và các người có đóng góp nhiều cho điện ảnh. Các thành viên của Hiệp hội bỏ phiếu bầu chọn các phim và các người được đề cử nhận giải cũng như quyết định các phim và các người đoạt giải.

## Chỉ trích
Theo báo The New York Times, Hiệp hội này "hoạt động giống như một câu lạc bộ riêng biệt, hàng năm chỉ thâu nhận tối đa 5 hội viên mới, tuy nhiên chỉ thường nhận 1 hội viên mới. Từng hội viên có thể đã không ưa các hội viên mới, khiến cho việc gia nhập hội trở nên quá khó. Hiệp hội cũng không đại diện cho các báo danh tiếng quốc tế như báo Le Monde của Pháp hoặc báo The Times của London, thực vậy hiệp hội đã nhiều lần từ chối đơn xin gia nhập của ký giả Sue Kim, một thông tín viên của báo Le Monde, trong khi lại chấp nhận các đơn xin gia nhập của các người làm nghề viết báo tự do (freelance writers) từ Bangladesh và Nam Triều Tiên".  Hiệp hội cũng bị nghi là đã nhận các vận động ngoài hành lang của các phim trường và các nghệ sĩ để được đề cử và đoạt giải. Năm 1981, Hiệp hội đã bị chỉ trích nặng nề sau khi bị phát giác là một giải Quả cầu vàng được trao cho nữ diễn viên Pia Zadora sau khi các hội viên đã được chồng của nữ diễn viên này là nhà triệu phú Meshulam Riklis cho máy bay chở tới casino của ông ta ở Las Vegas để thết đãi. Năm 1999, các hội viên của Hiệp hội đã nhận lệnh trả lại các đồng hồ sang trọng là món quà của nữ diễn viên Sharon Stone để ủng hộ vai diễn của cô ta trong phim The Muse.
Một chỉ trích chính khác là các hội viên quá ít để quyết định các giải thưởng. Giải năm 2009, Hiệp hội chỉ có 95 hội viên.